# Бакастова Юлія Олександрівна
Юлія Олександрівна Бакастова (26 червня 1996) — українська шаблістка, олімпійська чемпіонка 2024 року в командних змаганнях, призерка чемпіонатів Європи.

## Життєпис
Народилась 26 червня 1996 у м. Києві. У дитинстві займалась ушу. З 2008 почала займатися фехтуванням, першим тренером був Олександр Оболенський.

## Кар'єра
Юлія Бакастова розпочала виступати за основний склад української команди з сезону 2016/2017. На чемпіонаті Європи, що проходив у Тбілісі, зайняла 41-ше місце, а на чемпіонаті світу 29-те. Свій перший сезон спортсменка завершила на 60-му місці рейтингу FIE.
У 2018 році на чемпіонаті Європи, що проходив у сербському місті Новий Сад, в особистих змаганнях поступилася в 1/16 іспанській фехтувальниці Наварро Арачелі з рахунком 7-15. На цьому турнірі Юлія виграла свою першу дорослу медаль, ставши другою у командних змаганнях, поступившись у фіналі збірній Росії.
На Літніх Олімпійських іграх 2024 у Парижі Юлія Бакастова радом із Ольгою Харлан, Оленою Кравацькою та Аліною Комащук командою здобули золоту медаль, вигравши у фіналі у збірній Південній Кореї із рахунком 45:42.

## Державні нагороди
- Орден княгині Ольги III ст. (23 серпня 2024) — За досягнення високих спортивних результатів на ХХХІІІ літніх Олімпійських іграх у місті Парижі (Французька Республіка), виявлені самовідданість та волю до перемоги, утвердження міжнародного авторитету України.[4]

## Галерея

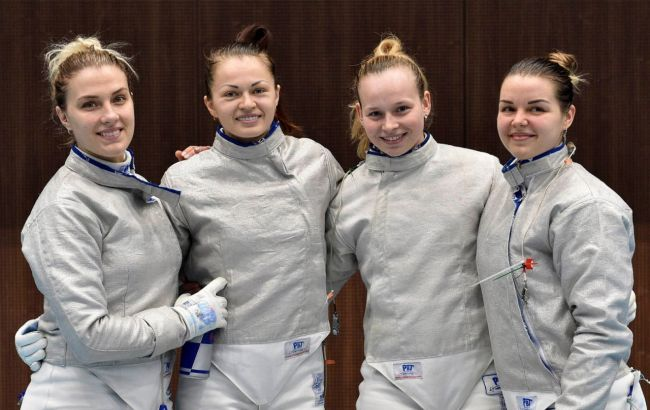
Юлія Бакастова у складі команди на Кубку світу з фехтування на шаблях 2023
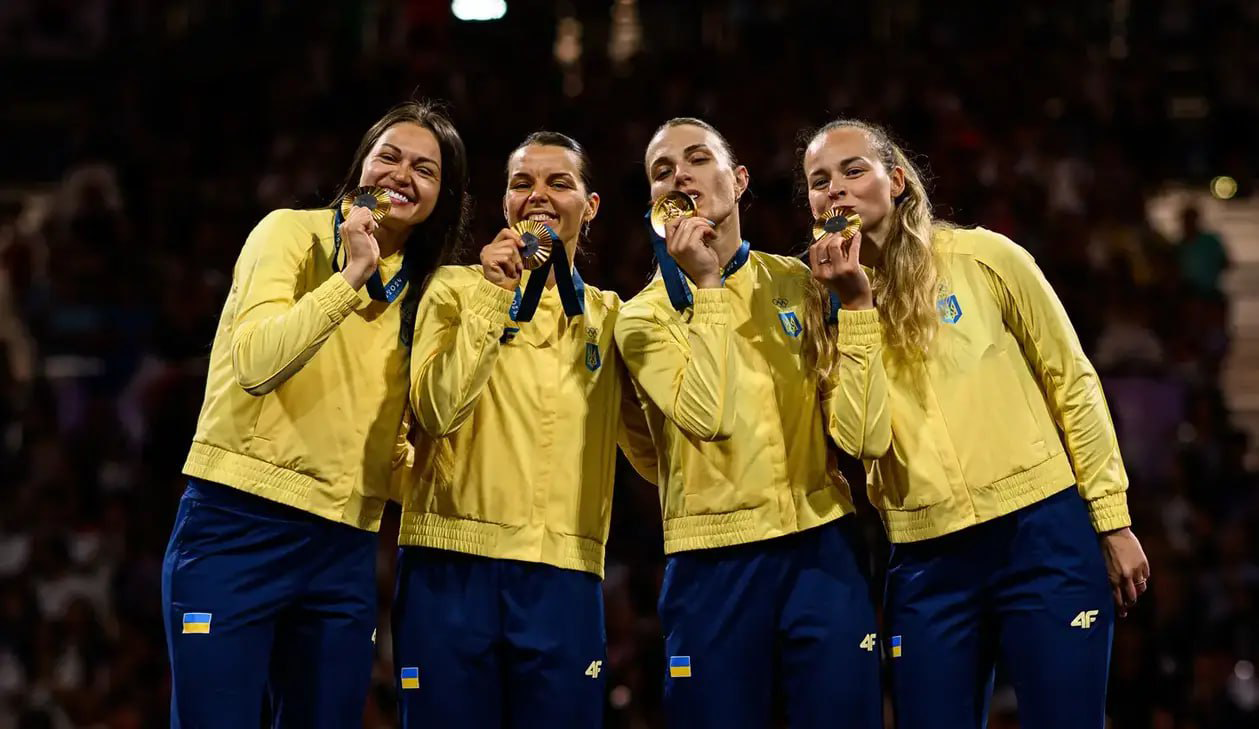
Юлія Бакастова у складі команди після здобуття золотої медалі на Олімпійських іграх 2024